# Kalmár Márton
Kalmár Márton (Szeged, 1946. szeptember 29. – 2024. december 20.) magyar szobrászművész.

## Életút

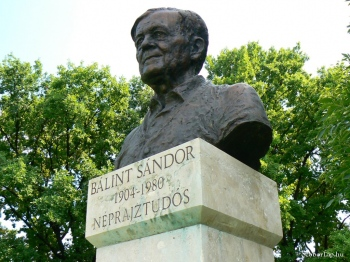
Bálint Sándor

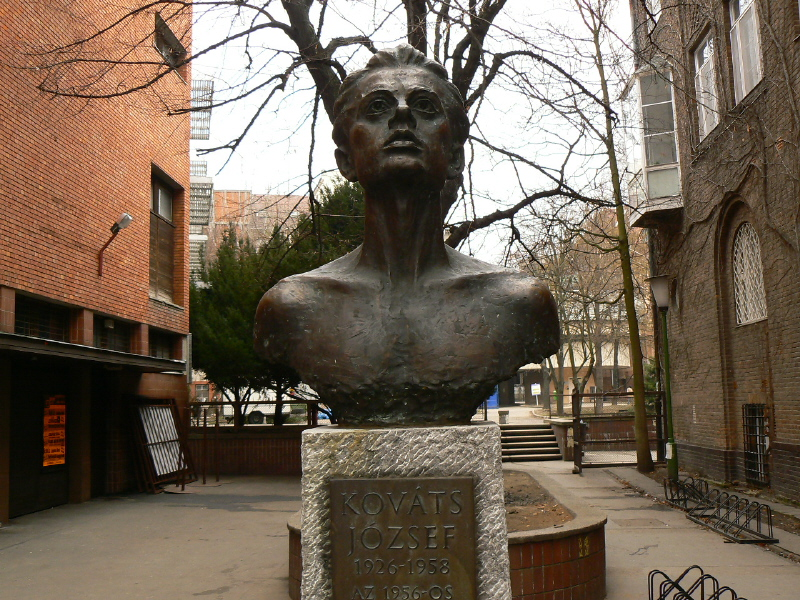
Kováts József

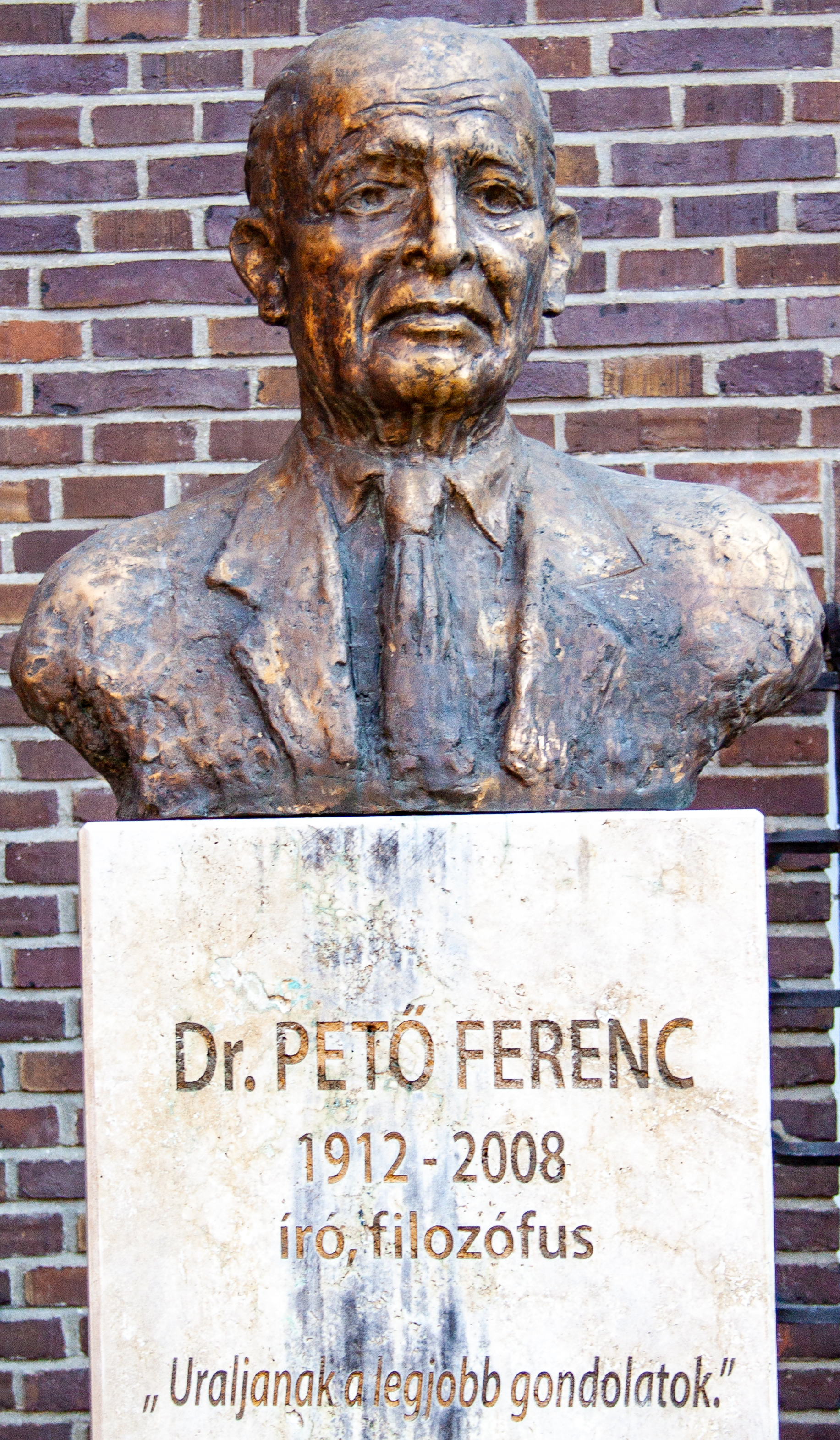
Pető Ferenc mellszobra a szegedi Nemzeti Emlékhelyen

Szeged „városképi jelentőségű” szülötte az 1961-ben indult Tömörkény István Művészeti Szakközépiskola legelső osztályával érettségizett. Tanárai között volt Tápai Antal, Tóth Sándor és Szalay Ferenc. 1969-ben szerzett diplomát a Magyar Képzőművészeti Főiskolán, ahol Pátzay Pál tanítványa volt. Önálló tárlattal 1974-ben mutatkozott be. 1991-től egykori iskolájának művészeti igazgatója. A szegedi SZÖG-ART Művészeti Egyesületnek, a Magyar Képzőművészek és Iparművészek Szövetségének és a Magyar Alkotóművészek Országos Egyesületének tagja.
Köztéri alkotásai Szeged, Kiskunmajsa, Medgyesegyháza, Mórahalom, Szank tereit díszítik.
Öt gyermeke közül (eddig) három tevékenysége kapcsolódik a művészethez.
2008 tavaszán közúti balesetet szenvedett, hosszú ideig volt kómában, lélegeztetőgépen, de fél év után felépült, s újra alkot.

## Kiállítások

### Csoportos kiállítások (válogatás)
- 1975, 1980, 1984 XVI., XXI., XXV. Nyári Tárlat, Móra Ferenc Múzeum Képtára, Szeged
- 1977, 1997 24., 44. Vásárhelyi Őszi Tárlat, Tornyai János Múzeum, Hódmezővásárhely
- 1991 Városi Galéria, Németország, Darmstadt
- 1994 Városi Képtár, Temesvár
- 1995, 1997 Magyar Kulturális Intézet, Németország, Stuttgart

### Egyéni kiállítások (válogatás)
- 1974 Móra Ferenc Múzeum Képtára, Szeged
- 1976 "B" Galéria, Szeged
- 1982 Hatvani Galéria, Hatvan; Iskola Galéria, Dunakeszi
- 1983 Népszabadság Klubja, Budapest Zoltánfy Istvánnal
- 1985 Veszprém
- 1992 Színház Galéria, Németország, Darmstadt
- 1997 Móra Ferenc Múzeum Képtára, Szeged Fritz Mihállyal

## Művésztelepek
- 1990 Nyíregyháza-Sóstó
- 1993 Franciaország, Mirabel

## Köztéri művei (válogatás)
- 1973 Olvasó fiú, Medgyesegyháza
- 1975 Szabon József, márványdombormű, Szeged, Orr-, Fül-, Gégeklinika
- 1976 Tömörkény István, mellszobor, Szeged, Tömörkény István Gimnázium
- 1978 Tari János, bronz dombormű, Szeged, Dóm tér, Színpad
- 1978 Rácz Lajos-síremléke, vörösrézlemez dombormű, Szeged, Belvárosi temető
- 1980 Tondó, bronz, Ópusztaszer, Nemzeti Emlékpark
- 1982 Hont Ferenc, bronz dombormű, Szeged, Dóm tér, Színpad
- 1984 Somogyi Károly, mellszobor, Szeged, Somogyi Könyvtár és Levéltár
- 1985 Lucs Ferenc, bronz portrédombormű, Szeged, Móra Ferenc Múzeum
- 1985 Kerkai Jenő, bronz mellszobor, Szeged, Püspöki Hivatal
- 1986 Gyümölcsös lány, szobor, Mórahalom
- 1987 Cégér, bronz, Szeged, Kígyó Patika
- 1987 Szent-Györgyi Albert, vörös márvány portré, Szeged, Nemzeti Emlékcsarnok
- 1988 Cserháti István, bronz, márvány, Szeged, Orvostudományi Egyetem
- 1989 Hetényi Géza, bronz dombormű, Szeged, Korányi fasor
- 1989 Bálint Sándor, mészkő mellszobor, Szeged, Mátyás király tér
- 1990 Glattfelder Gyula, dombormű, Szeged
- 1991 Zoltánfy István síremléke, mészkő, Szeged, Belvárosi temető
- 1991 Fontos Sándor síremléke, mészkő, Szeged, Belvárosi temető
- 1992 Klebelsberg Kuno, bronz dombormű, Szeged
- 1996 Kováts József, bronz mellszobor, Szeged
- 1997 Nepomuki Szent János-kút, tégla, mészkő, Kiszombor
- 1999 Kiss Ernő, dombormű, Szeged
- 1999 Hősök emlékműve, mészkő obeliszk, Kardoskút
- 2000 Matematikusok (Kalmár László, Rédei László, Szőkefalvi-Nagy Béla), bronz dombormű, Szeged
- 2001 Egressy Béni, bronz mellszobor, Kiskunmajsa
- 2001 Szent István király, mészkő mellszobor, Szank
- 2003 Klebelsberg Kuno, bronz mellszobor, Mórahalom
- 2003 A dicsőséges Aranycsapat, bronz, Szeged, Korányi fasor
- 2004 Bálint Sándor, bronz mellszobor, Szeged, Mátyás király tér
- 2004 Széchenyi István, bronz mellszobor, Szank
- 2005 Jancsó Miklós, domborműves emléktábla, Szeged, Dóm tér
- 2007 Batthyány Lajos, márvány mellszobor, Szeged, Nemzeti Emlékcsarnok
- 2008 Vlasics Károly, emléktábla, Szeged, Somogyi utca
- 2012 Pető Ferenc, mellszobor, Dóm tér, Szeged

## Kötetei
- Kőszilánkok; Bába, Szeged, 2010

## Galéria

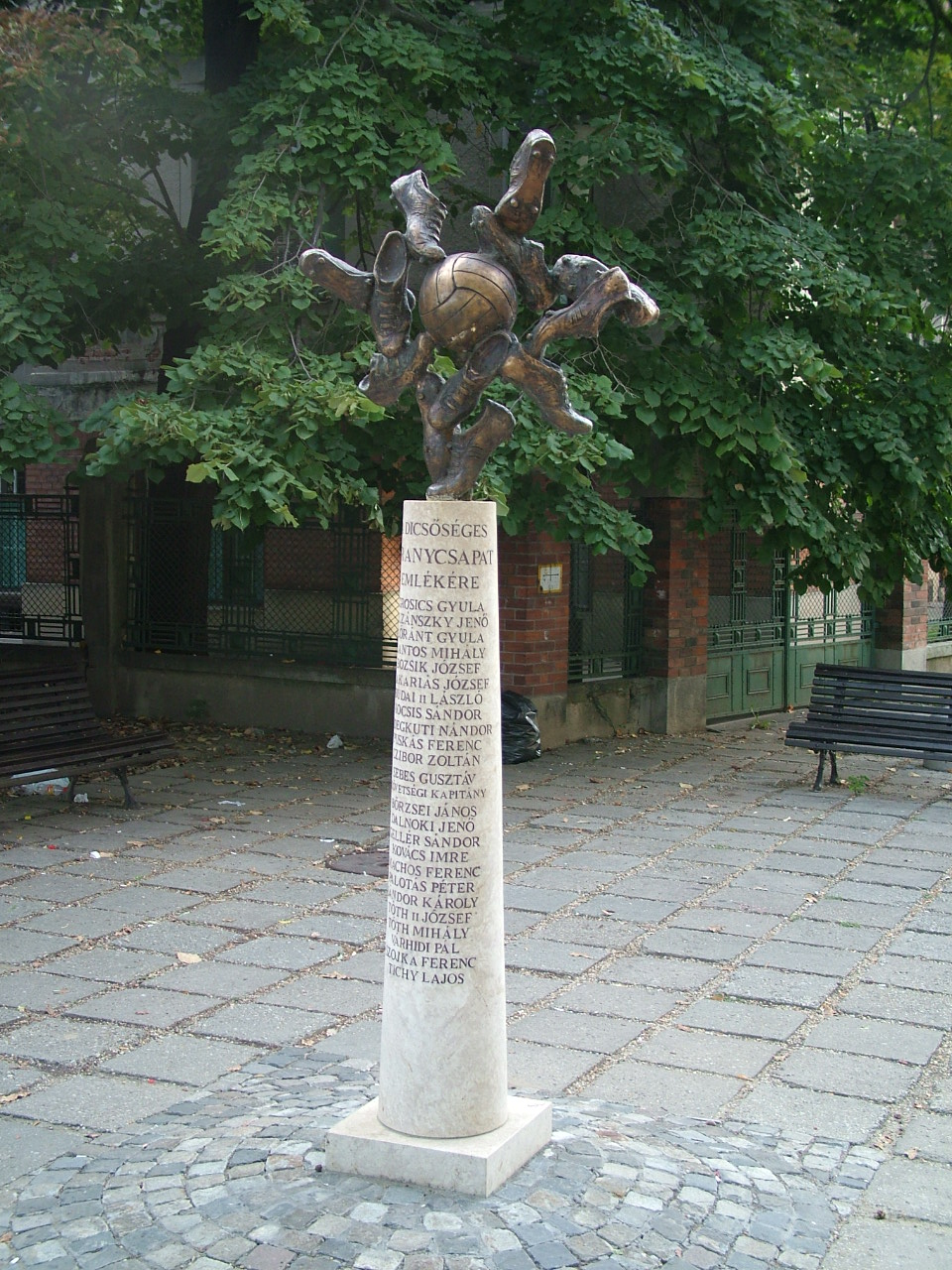
Az Aranycsapat emlékére
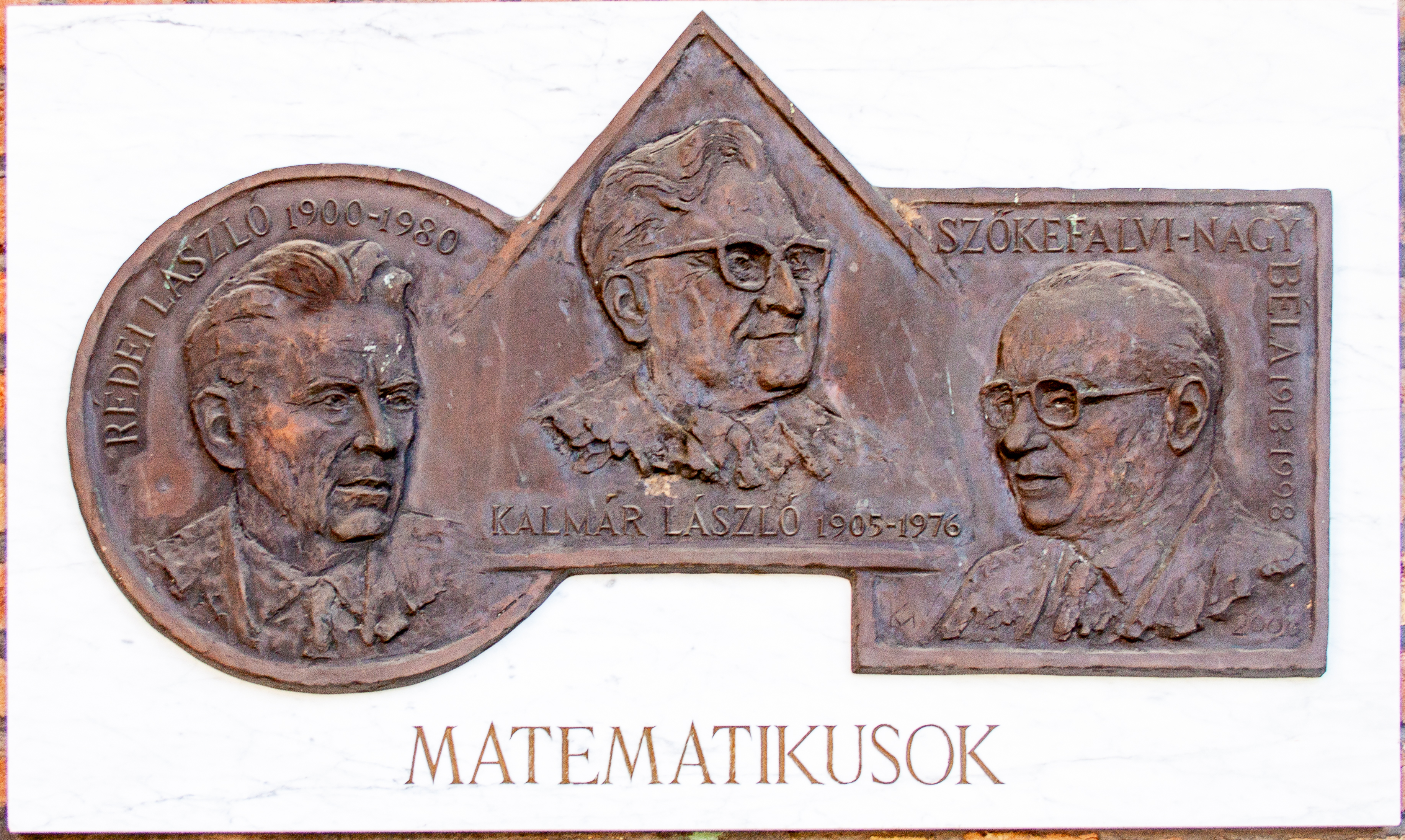
Rédei László, Kalmár László, Szőkefalvi-Nagy Béla a szegedi Pantheon falán
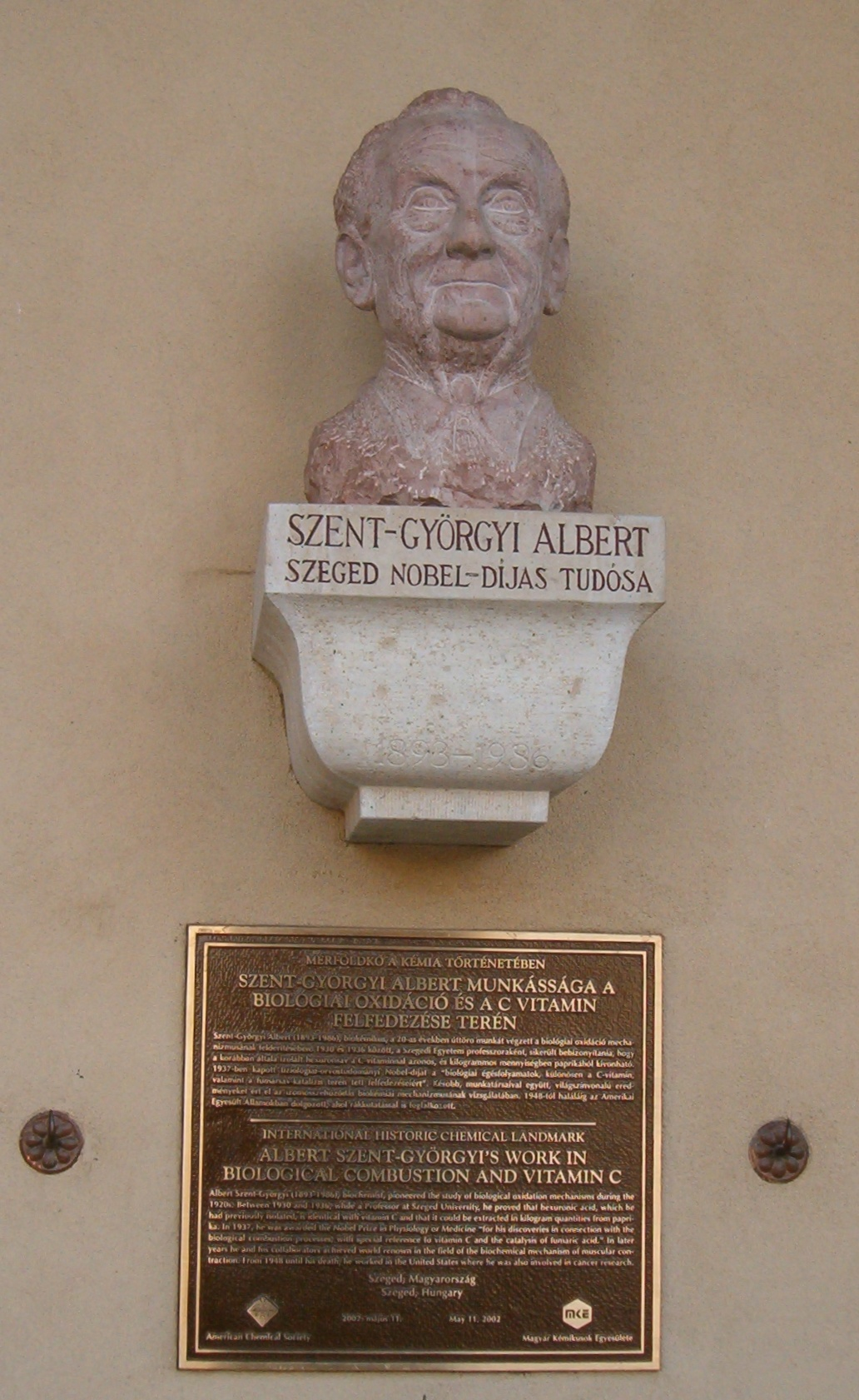
Szent-Györgyi Albert, Szeged Nobel-díjas tudósa
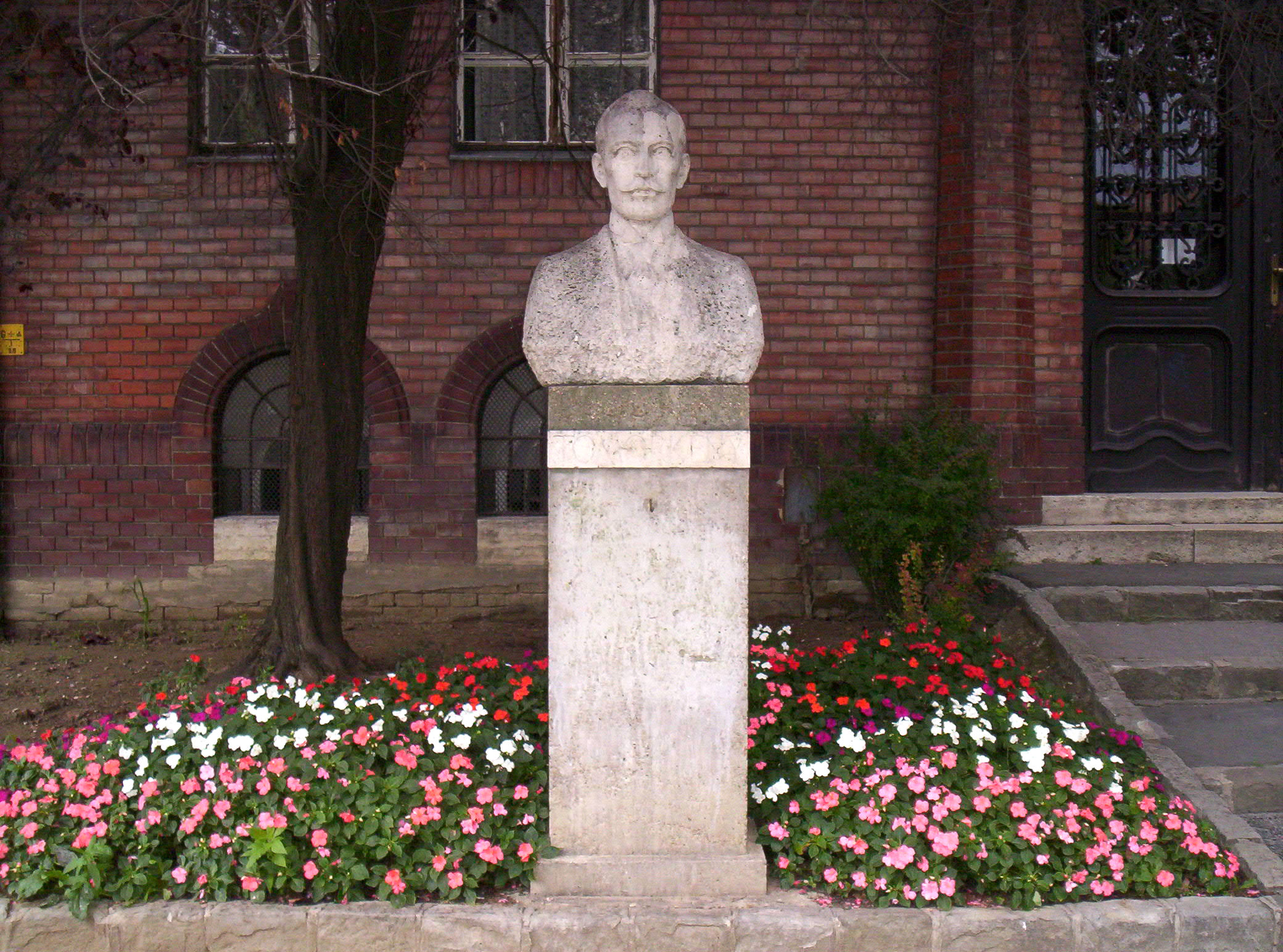
Tömörkény István mellszobra Szegeden